# Bernd Wallet

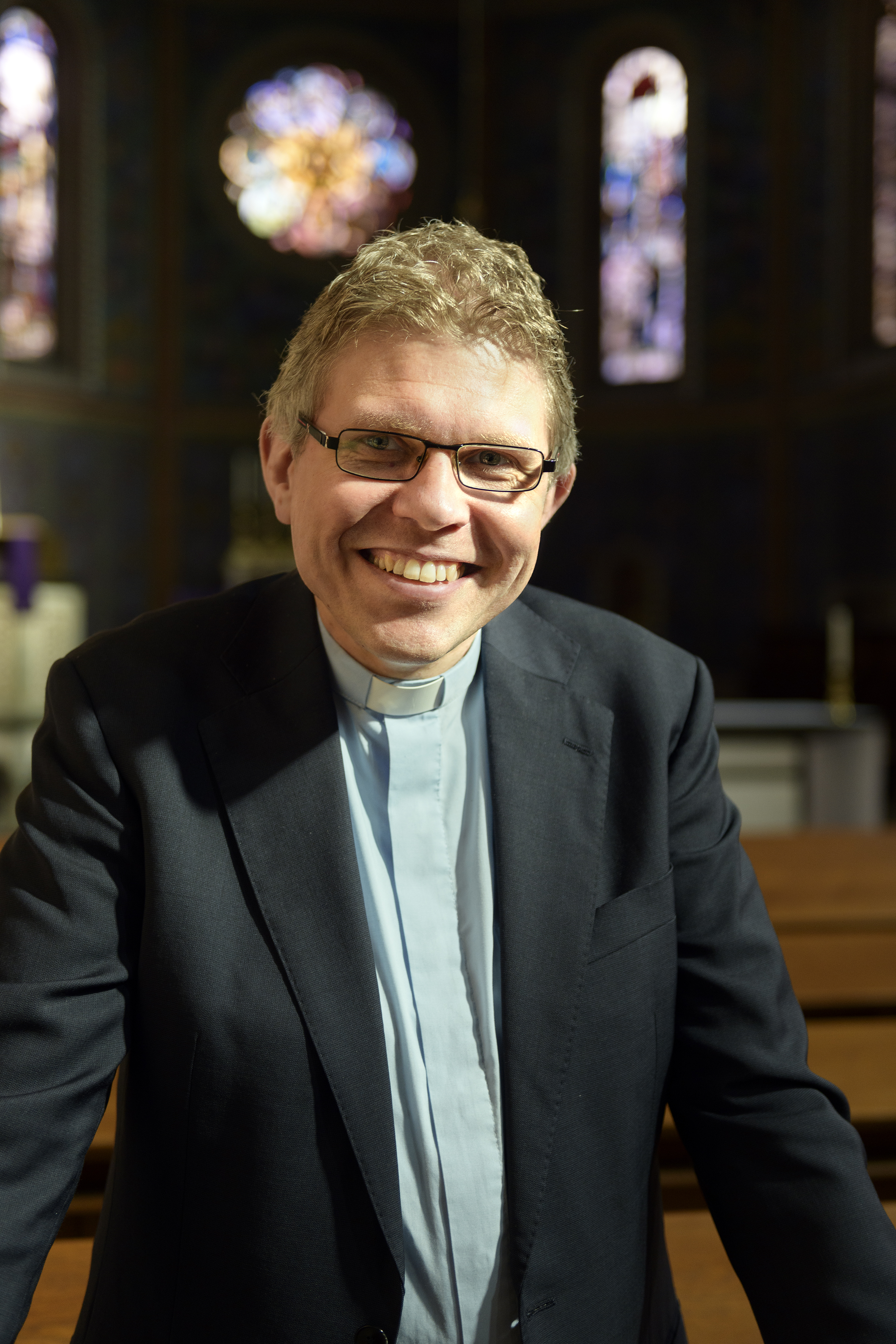
Bernd Wallet (2020)

Barend Theodoor „Bernd“ Wallet (* 1971 in Middelburg) ist der siebzehnte Erzbischof von Utrecht der Altkatholischen Kirche der Niederlande.

## Werdegang
Bernd Wallet wuchs auf als Sohn eines protestantischen Pastors und studierte in Utrecht Geschichte und später Theologie. Da ihn die liturgische Tradition und Praxis der altkatholischen Kirche faszinierte, konvertierte er zum Altkatholizismus. Er vervollständigte seine theologischen Studien an der University of Hull und am altkatholischen Priesterseminar in Amersfoort. In dieser Zeit war er in der anglikanischen Kirche, wo er 2006 vom Erzbischof von York, John Sentamu, zum Diakon geweiht wurde. Im darauffolgenden Jahr erteilte ihm der Erzbischof von Utrecht Joris Vercammen die Priesterweihe in der Kathedralkirche St. Gertrudis in Utrecht.
Nach seiner Rückkehr in die Niederlande war Wallet Militärkaplan bei der Koninklijke Luchtmacht (niederländische Luftwaffe) und Pfarrer der vorgenannten Kathedralkirche. Erzbischof Vercammen berief ihn zu seinem persönlichen Mitarbeiter, zuständig insbesondere für die Außenbeziehungen zu den anderen altkatholischen Kirchen der Utrechter Union sowie zur anglikanischen Kirchengemeinschaft.
Er ist verheiratet und hat vier Kinder.

## Wahl zum Erzbischof
Bernd Wallet wurde am 15. Februar 2020 vom Wahlkollegium, das aus Geistlichen und Laien der Erzdiözese Utrecht besteht, im ersten Wahlgang mit 19 von 37 Stimmen zum Erzbischof gewählt. Seine Bischofsweihe war für den 21. Juni 2020 vorgesehen, musste aber wegen der Coronakrise auf unbestimmte Zeit verschoben werden. Am 18. September 2021 fand die Bischofsweihe statt und Wallet wurde als Erzbischof installiert. Damit trat er die Nachfolge von Joris Vercammen als siebzehnter altkatholischer Erzbischof und 84. Nachfolger des Heiligen Willibrord auf dem erzbischöflichen Stuhl von Utrecht an.
Dick Schoon, Bischof des altkatholischen Bistums Haarlem, leitete die Feier in der Lebuinuskirche (Deventer)  und wurde bei der Weihe von Erzbischof Emeritus Joris Vercammen und zehn Bischöfen der Internationalen Altkatholischen Bischofskonferenz  unterstützt. Erstmals in der Geschichte der Altkatholischen Kirche fungierte auch ein Vertreter der Schwedischen Kirche, Bischof Thomas Petersson von Visby, als Mitkonsekrator. Bei der Feier waren auch Vertreter anderer Kirchen anwesend, darunter der Schreiber der Protestantischen Kirche in den Niederlanden, Pfarrer René de Reuver, der Utrechter römisch-katholische  Weihbischof Theodorus Cornelis Maria Hoogenboom und Protopresbyter Ioannis Psomas im Namen des Ökumenischen Patriarchats von Konstantinopel. An der Feier nahmen auch Vertreter der öffentlichen Verwaltung teil, darunter Eddy van Hijum, der stellvertretende Kommissar des Königs in Overijssel, und Stadtrat Rob de Geest. Außerdem waren die Priester der Erzdiözese und Vertreter aller Pfarreien anwesend. Die Feier fiel in die Zuständigkeit des Metropolitankapitels der Erzdiözese Utrecht, das auch die Aufgabe hatte, die Wahl des neuen Bischofs zu organisieren.